# Liên đoàn bóng đá Lào
Liên đoàn bóng đá Lào (LFF) (tiếng Anh: Lao Footbal Federation; tiếng Lào: ສະຫະພັນ ບານເຕະ ແຫ່ງຊາດ ລາວ; tiếng Pháp: Fédération du Laos de football) là tổ chức quản lý, điều hành các hoạt động bóng đá ở Lào. LFF quản lý đội tuyển bóng đá quốc gia Lào, tổ chức các giải bóng đá như giải vô địch Lào, cúp Lào,.... LFF là thành viên của cả Liên đoàn bóng đá thế giới (FIFA), Liên đoàn bóng đá châu Á (AFC) và Liên đoàn bóng đá Đông Nam Á (AFF).